# Noční směna (film, 1982)
Noční směna (v anglickém originále Night Shift) je americká filmová komedie z roku 1982. Režisérem filmu je Ron Howard. Hlavní role ve filmu ztvárnili Henry Winkler, Michael Keaton, Shelley Long, Gina Hecht a Pat Corley. 

## Ocenění
Henry Winkler byl za svůj výkon ve filmu nominován na Zlatý globus, cenu však nezískal. 

## Obsazení
| Henry Winkler      | Chuck Lumley     |
| Michael Keaton     | Bill Blazejowski |
| Shelley Long       | Belinda Keaton   |
| Gina Hecht         | Charlotte Koogle |
| Pat Corley         | Edward Koogle    |
| Bobby Di Cicco     | Leonard          |
| Nita Talbot        | Vivian           |
| Basil Hoffman      | Drollhauser      |
| Vincent Schiavelli | Carl             |
| Kevin Costner      | Frat Boy         |
| Shannen Doherty    | Bluebird         |